# Revolver Modell 1882, 1882/29

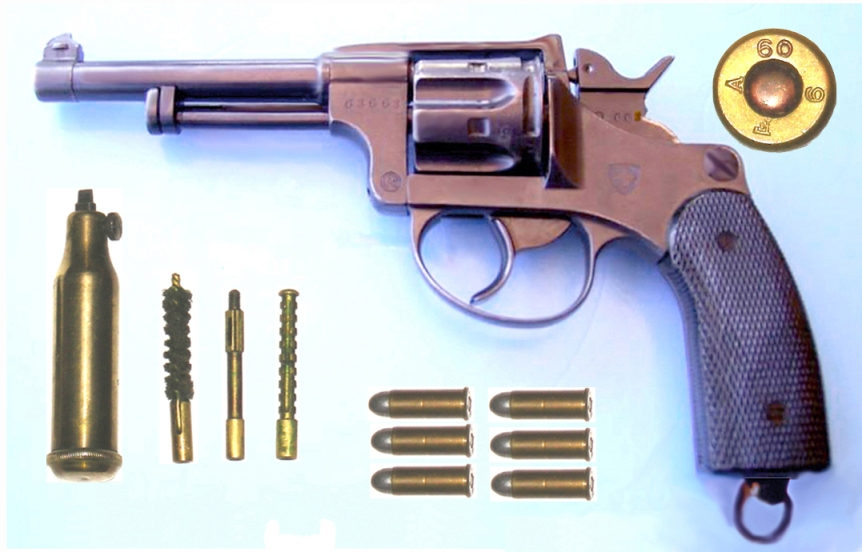
Schweizer Ordonnanzrevolver 1882/29, mit Putzzeug und Patronen

Der Revolver Modell 1882 war eine durch Bundesratsbeschluss vom 25. November 1882 eingeführte Ordonnanzwaffe der Schweizer Armee zur Bewaffnung der nicht berittenen Offiziere. Sie verschiesst die Schwarzpulverpatrone Kaliber 7,5 mm. Von 1882 bis 1900 wurden mindestens 7200 Exemplare dieser Waffe an die Kriegsmaterialverwaltung ausgeliefert. An kantonale Verwaltungen und an Private wurden etwa 8500 Revolver Modell 1882 verkauft.
Sein Nachfolger, der verbesserte Revolver Modell 1882/29, wurde von 1933 bis 1946 an die Armee ausgeliefert. Es verschiesst die gleiche 7,5-mm-Schwarzpulverpatrone. Die Gesamtproduktion betrug 18.209 Stück.

## Geschichte
Auf Antrag diverser nicht berittener Offiziere entwickelte Rudolf Schmidt einen leichteren Revolver als die den berittenen Truppen zugeteilten Ordonnanzrevolver 1872 und
Ordonnanzrevolver 1878 im Kaliber 10,4 mm, dem damaligen Einheitskaliber der schweizerischen Armee. Erste Entwürfe im Kaliber 9 mm und ausländische Konkurrenzprodukte wurden nicht angenommen, weil sie zu schwer waren oder ungenügend funktionierten. Schmidt entwarf daraufhin eine auf dem französischen Chamelot-Delvigne Armee-Revolver Modell 1873 basierende Waffe. Dieser Revolver im Kaliber 7,5 mm wurde getestet und positiv beurteilt. Vorschläge, ihn im Kaliber 9 mm herzustellen, wurden abgelehnt; sogar als nur 5-schüssige Waffe wäre er zu schwer geworden. Am 25. November 1882 beschloss der Bundesrat, den von Schmidt vorgeschlagenen Revolver als Ordonnanzrevolver 1882 zur Bewaffnung aller nicht-berittenen Offiziere einzuführen und durch die Eidgenössische Waffenfabrik in Bern herstellen zu lassen. Nachdem ab 1900 alle Offiziere mit der Parabellumpistole bewaffnet wurden, wurde das Modell 1882 primär an mit einer Faustfeuerwaffe ausgerüstete Angehörige der Mannschaft sowie an höhere Unteroffiziere abgegeben.
Das Modell 1882, dessen Herstellung in der Eidgenössischen Waffenfabrik Bern Fr. 120.- kostete, wurde 1929 durch das vereinfachte Modell 1882/29 ersetzt, dessen Produktion Fr. 90.- kostete. Das Modell 1882/29 wurde bis Kriegsende hergestellt und bis zur Einführung der Pistole 49 zur Bewaffnung der nicht mit dem Karabiner oder Gewehr bewaffneten Unteroffiziere und Soldaten ausgegeben, während Offiziere vor der Einführung der Pistole 49 weiterhin die Parabellumpistole erhielten. Bis Mitte der 1970er-Jahre gehörte der Revolver 1882/29 auch zur Ausrüstung der Eisenbahnpolizisten, Hilfspolizisten, Angehörigen militärischer Verwaltungen, Mechanikern des Hilfsdienstes, Truppenhandwerkern und Hundeführern.

## Technik
Der ursprünglich vom Direktor der Eidgenössischen Waffenfabrik Rudolf Schmidt entwickelte und auf dem französischen Chamelot-Delvigne basierende Single-/Double-action-Revolver 1882 hat gegenüber dem französischen Armee-Revolver Modell 1873 eine Ladeklappe, die zugleich als Sicherung funktioniert (Abadie-System): Bei geöffneter Ladeklappe wird der Hammer blockiert und der Abzug rotiert lediglich den Zylinder, was im Vergleich zu früheren Modellen ein wesentlich schnelleres Laden und Entladen der Waffe ermöglicht. Die Trommel ist nicht schwenkbar, ge- und entladen kann nur einzeln über die Ladeklappe werden.
Am Boden des Griffes ist eine drehbare Riemenöse angebracht. Als Schlagfeder dient eine im Griffstück untergebrachte Blattfeder.  Die zuerst hergestellten 1882-Revolver, Gesamtlänge 235 mm, Gewicht 750 g, hatten Hartgummigriffschalen, später wurde auf Holz übergegangen. Der oktogonale Lauf, Lauflänge 116 mm im Kaliber 7,5 mm hatte 4 Züge, Tiefe der Züge 0,4 mm, ein Umgang 430 mm.
Die Funktion des Modells 1882/29 entspricht bis auf folgende Modifikationen seinem Vorgänger.
- runder anstatt Achtkantlauf
- seitlich verstellbares Korn
- massiveres, ergonomischeres Griffstück
- beweglich gelagerter Schlagbolzen
- verstärkte Rahmenbrücke über der Trommel
- hochwertiger Stahl

Vom Modell 1882/29 wurden zuerst 7'000 Stück mit roten Griffschalen aus Canevasit hergestellt, die zum Splittern neigten. Daher wurden später braune oder schwarze Griffschalen aus einem haltbareren Kunststoff verwendet und ältere Revolver damit nachgerüstet. Dimension des 1882/29-Revolvers: Gesamtlänge 228 mm, Gewicht 800 g, Lauflänge 116 mm, sonst dem Vorgänger entsprechend.
Die Einsatzschussweite der beiden Modelle beträgt 50 m. Auf eine Schussdistanz von 50 Metern dringt das Geschoss 78 mm tief in Tannenholz ein; die Streuung beträgt auf dieselbe Distanz 15 × 11 cm.

## Radfahrerrevolver 1893
1893 wurde eine Bestellung für 250 Revolver Modell 1882 mit einem festen, vergrösserten Tragring erwähnt. Diese Bestellung geht auf einen früheren Bundesratsbeschluss zurück: Militärradfahrer: Die Bewaffnung und Ausrüstung der Uof. und Soldaten, mit Einschluss der Adjudanten-Unteroffiziere besteht aus: 1 Revolver, Modell 1882, mit feststehendem Tragring. Bei diesen Waffen ist die Öffnung unten im Griff zum Anbringen der Anschlagtasche (Schulterstütze) nicht mehr vorhanden. Unbekannt ist, wie viele dieser Revolver von der Eidgenössischen Waffenfabrik Bern produziert und wie viele wieder zurückgebaut worden sind. Da diese seltenen Revolver einen hohen Sammelwert haben, sind auch Fälschungen bekannt.

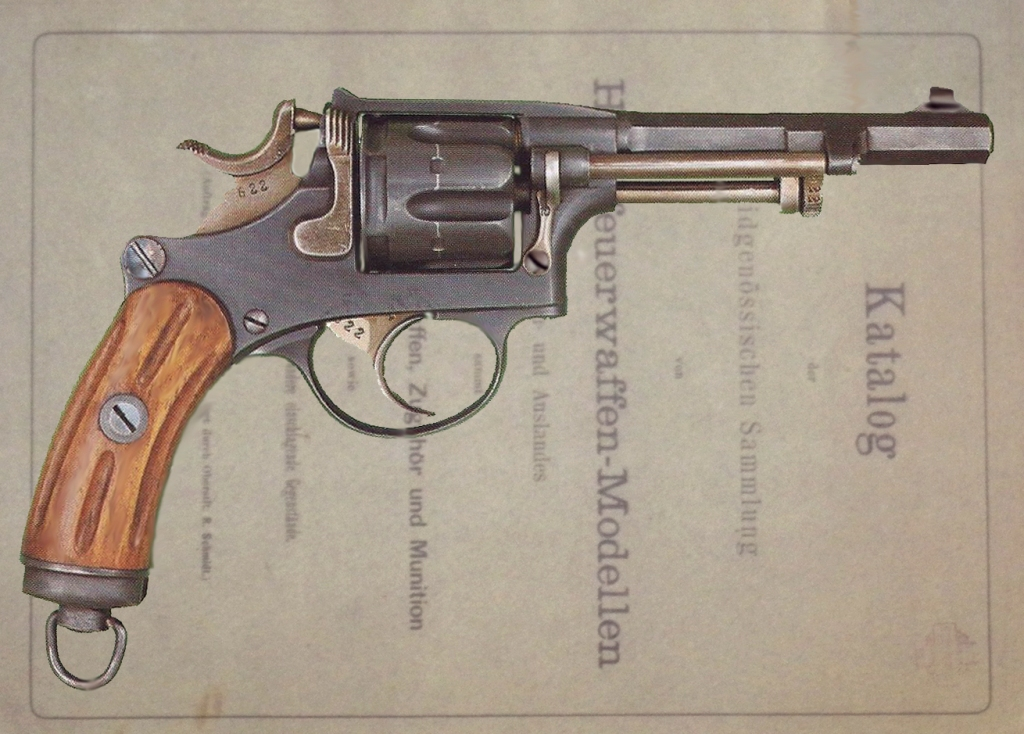
Revolver 1882, spätere Ausführung mit Holzgriffschalen (Waadtländisches Militärmuseum Morges)
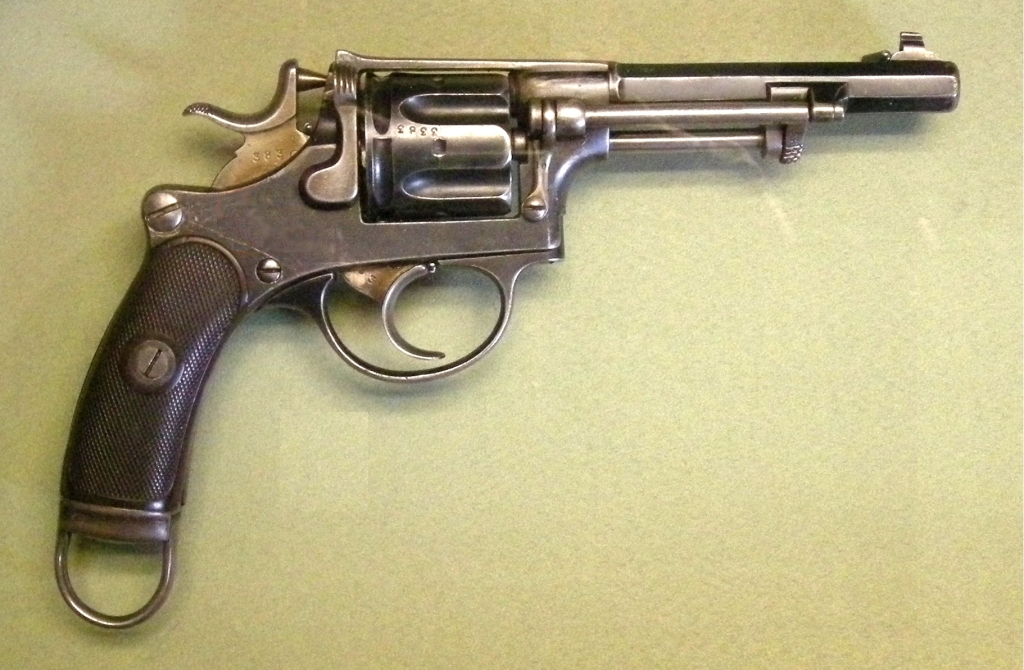
Radfahrerrevolver Modell 1893 (Waadtländisches Militärmuseum Morges)
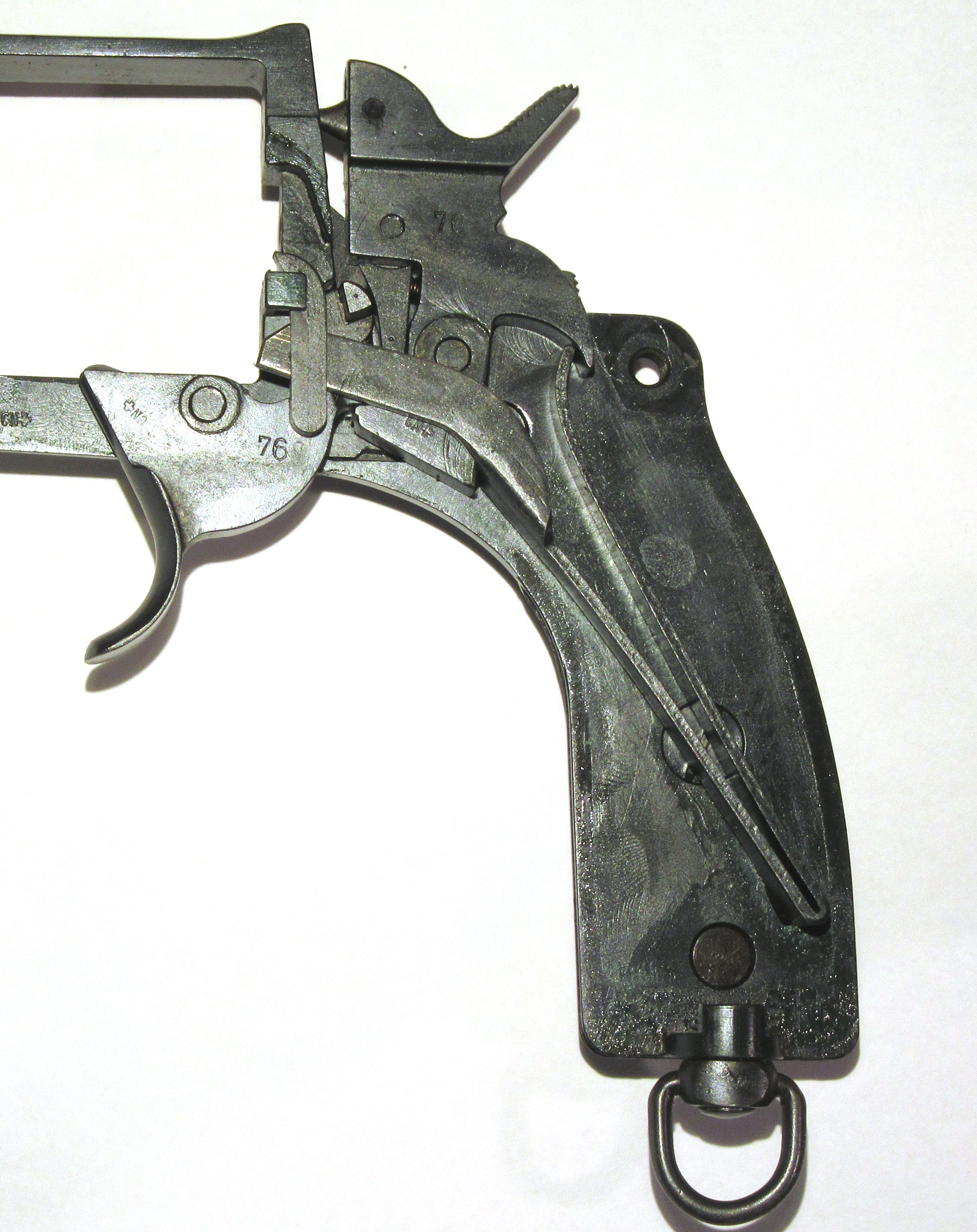
Revolver 29 mit geöffnetem Handgriff
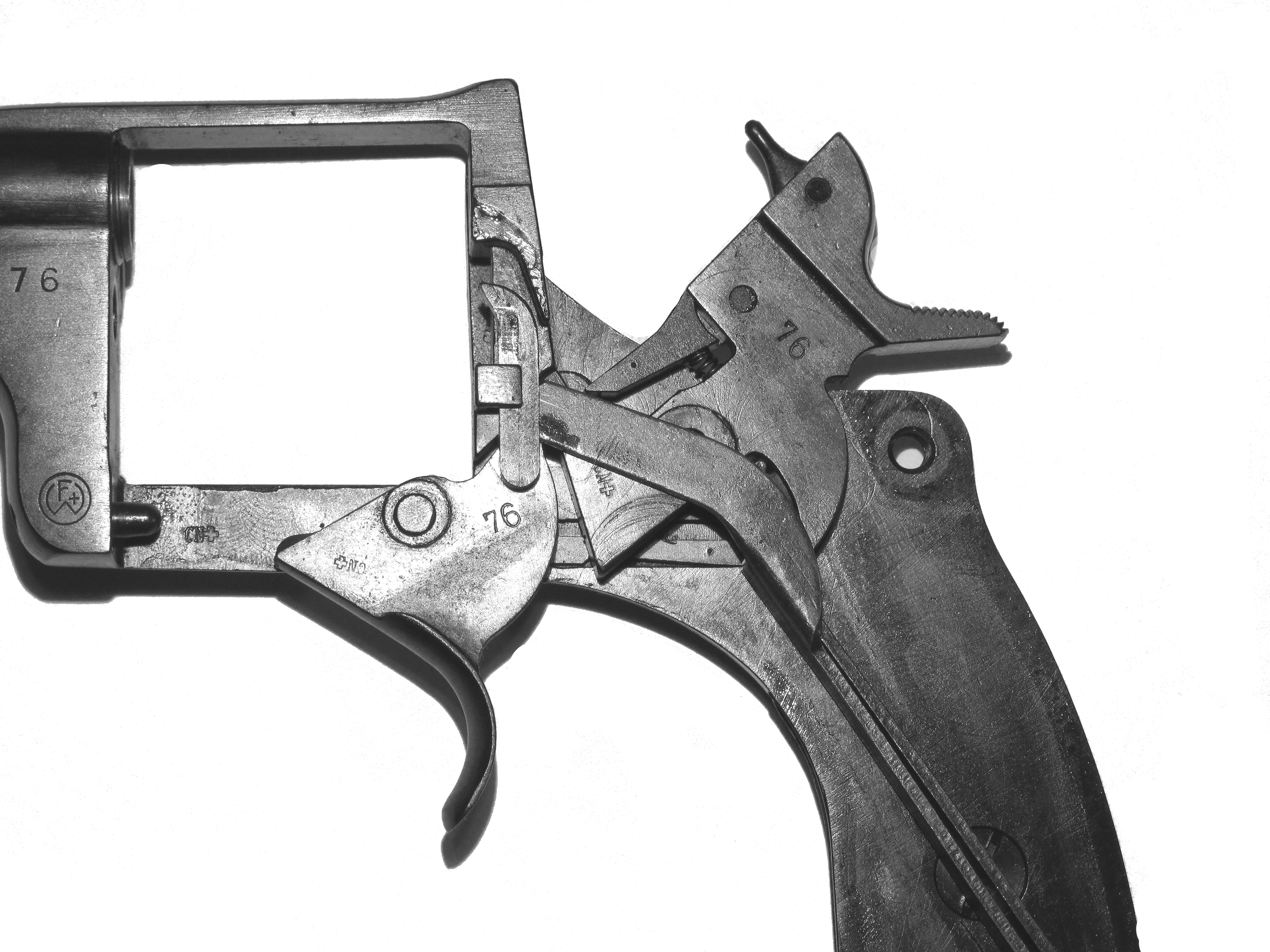
Revolver 29 mit geöffnetem Handgriff und gespanntem Hahn
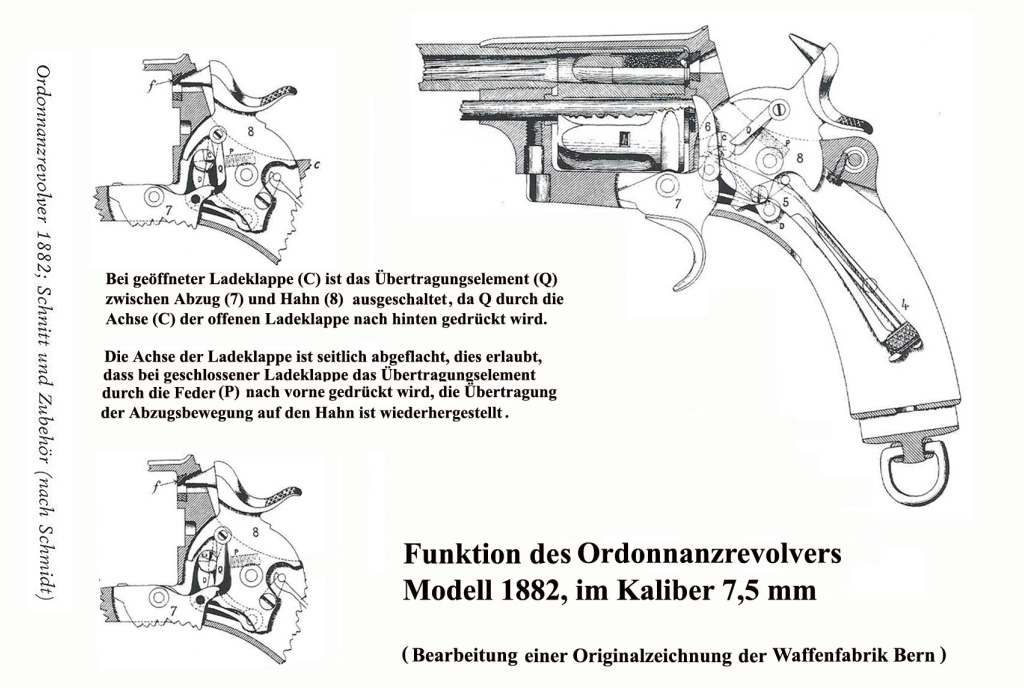
Funktion des Revolvers 1882
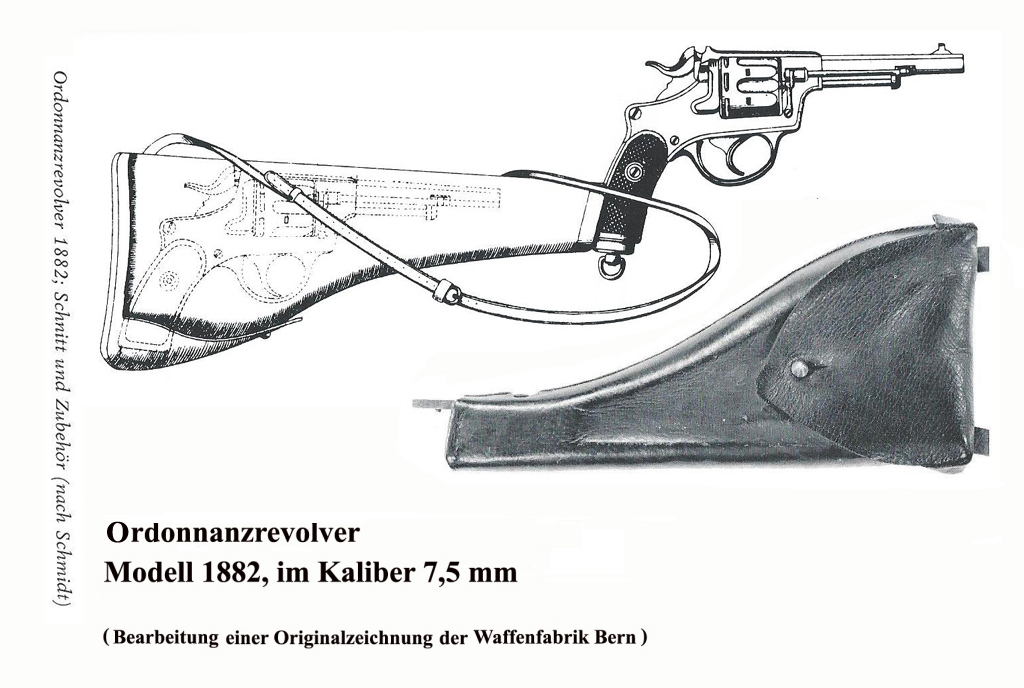
Revolver 1882, Etui, Anschlagschaft